# Limónov
Limonov: The Ballad (conocida como Limonov. La Ballade en Francia, Limonov en Italia, y Limónov en España) es una película de drama biográfico de 2024, dirigida por Kirill Serebrennikov, quien la coescribió con Paweł Pawlikowski y Ben Hopkins, basada en la novela homónima de Emmanuel Carrère sobre el escritor y poeta ruso Eduard Limónov. Está protagonizada por Ben Whishaw. Se estrenó en el Festival de Cannes el 19 de mayo de 2024, y luego se estrenó en distintas fechas en sus respectivos países de origen: el 5 de septiembre de 2024 en Italia, con distribución de Vision Distribution; el 4 de diciembre de 2024 en Francia, con distribución de Pathé; y el 21 de febrero de 2025, con distribución de Filmin.

## Reparto
- Ben Whishaw como Eduard Limónov "Eddie"
- Viktoria Miroshnichenko como Yelena Shchapova "Elena"
- Tomas Arana como Stephen
- Corrado Invernizzi como Lnoya
- Evgeniy Mironov como Kuznetsov
- Andrey Burkovskiy como Yevgeny Yevtushenko "Poeta"
- Maria Mashkova como Anna
- Odin Lund Biron como Ethan
- Vadim Stepanov como el Modelo
- Vlad Tsenev como el Camarero
- Sandrine Bonnaire como el Entrevistador de Radio
- Céline Sallette como el Intelectual #1
- Louis-Do de Lencquesaing como el Intelectual #2

## Producción
En 2017, se anunció que el cineasta polaco Paweł Pawlikowski había escrito un guion cinematográfico basado en la novela Limonov de Emmanuel Carrère, el cual iba a dirigir. Sin embargo, en 2020, Pawlikowski anunció que había abandonado el proyecto, debido a que había perdido interés en la figura pública de Eduard Limónov. En 2022, se anunció que Kirill Serebrennikov había reemplazado a Pawlikowski como director, y que Ben Whishaw protagonizaría la película interpretando a Limónov.

## Lanzamiento y marketing
En abril de 2024, se anunció que Limónov: The Ballad tendría su estreno mundial en el Festival de Cannes el 19 de mayo de 2024. En julio de 2024, Vision Distribution anunció que estrenaría la película en cines en Italia el 5 de septiembre de 2024, bajo el título de Limonov. En octubre de 2024, Pathé anunció que la película se estrenaría en cines de Francia el 4 de diciembre de 2024, bajo el título de Limonov. La Ballade. En noviembre de 2024, Filmin anunció que estrenaría la película en cines de España, bajo el título de Limónov.